# La Paz (Tarlac)
La Paz è una municipalità di terza classe delle Filippine, situata nella Provincia di Tarlac, nella Regione di Luzon Centrale.
La Paz è formata da 21 baranggay:
- Balanoy
- Bantog-Caricutan
- Caramutan
- Caut
- Comillas
- Dumarais
- Guevarra
- Kapanikian
- La Purisima
- Lara
- Laungcupang

- Lomboy
- Macalong
- Matayumtayum
- Mayang
- Motrico
- Paludpud
- Rizal
- San Isidro (Pob.)
- San Roque (Pob.)
- Sierra